# 佐洛塔尔诺克
佐洛塔尔诺克，是匈牙利佐洛州所辖的一个村，总面积25.95平方公里，总人口713，人口密度27.5人/平方公里（2010年1月1日）。